# هوندا سي جي 125
هوندا سي جي 125(بالإنجليزية: Honda CG125)‏ هي دراجة نارية من تصنيع هوندا.